# Parafia św. Antoniego Padewskiego w Suszu
Parafia św. Antoniego Padewskiego w Suszu – rzymskokatolicka parafia położona w diecezji elbląskiej, w dekanacie Susz. Kościół parafialny został wybudowany w XIV wieku w stylu gotyckim. Mieści się przy ulicy Kościelnej.
Od 16 lipca 2022 roku proboszczem parafii jest ks. mgr lic. Maciej Ruciński. 